# Ахіллове сухожилля
Ахі́ллове сухожи́лля, або п'яткове сухожилля (лат. tendo calcaneus, tendo Achillis) — найтовще і найміцніше сухожилля людського тіла. Може витримувати навантаження до 400 кг. Розміщене в нижній частині задньої поверхні гомілки. Починається в місці злиття головок литкового м'яза і камбалоподібного м'яза. З'єднує литковий і камбалоподібний (разом — триголовий) м'язи з п'ятковою кісткою. Завдовжки — 5-6 см, завширшки — 5-6 мм. Забезпечує передачу м'язової напруги триголового м'язу гомілки на п'яткову кістку і сприяє підошовному згинанню стопи у гомілковостопному суглобі. По передній поверхні ахіллового сухожилля розміщений шар жирової тканини, що відокремлює його від глибокого листка фасції гомілки.
Свою назву отримав по імені героя стародавньої грецької міфології Ахіллеса.